# Viktor Pešta
Viktor Pešta (* 15. července 1990 Příbram) je český bojovník ve smíšených bojových uměních (MMA). Stal se druhým Čechem, který se dostal do prestižní UFC. V těžké váze byl šampionem organizace GCF a držitelem světového titulu asociace WASO. V polotěžké váze byl šampionem organizace Oktagon MMA. Podle žebříčků byl dlouhou dobu nejlepším českým MMA bojovníkem těžké váhy. Pešta je odchovancem pražského Penta Gymu, nyní trénuje v Kill Cliff FC na Floridě.

## MMA kariéra

### Raná kariéra
V roce 2006, na začátku své kariéry, začal Viktor trénovat Tradiční Musado pod vedením Víta Skalníka. Tradiční Musado je civilní verze Musada, systému pro boj z blízka užívaném Armádou České republiky. V roce 2008 se začal připravovat na zápas v MMA pod vedením Jiřího Veseckého v jeho rodné Příbrami. Poté se přestěhoval do Prahy, aby mohl studovat na vysoké škole a více se rozvíjet v MMA. V Praze začal trénovat v žižkovském MMA klubu Penta Gym. Svůj první amatérský zápas měl v roce 2010. Téhož roku zažil svůj profesionální MMA debut. Jeho poslední zápas v Česku byl se šampionem GCF v těžké váze Lukášem Ťupou.
Pešta vyhrál v prvním kole svou signaturou, Bábou pod kořenem, což je přezdívka daná jeho příznivci pro údery z posedu na kříž. Tím se stal novým šampionem GCF a českou jedničkou mezi MMA bojovníky v těžké váze.

### Ultimate Fighting Championship
V zahraničí začal být známý pro své webové stránky letmebeyoursparringpartner.com. V roce 2014 podepsal smlouvu s UFC na šest zápasů a svůj debut si odbyl na UFC Fight Night 41 proti Ruslanu Magomedovovi. Propuštěn z této organizace byl v roce 2017 po sérii tří porážek v řadě. Osudným se mu stal zápas proti Oleksiy Oliynykovi. Tento zápas ho ovšem dostal do povědomí mnoha fanoušků, protože se stal prvním bojovníkem v historii UFC, který byl poražen technikou jménem Ezekiel choke.

### XFN
Po propuštění z UFC bojoval na českém galavečeru XFN 3 s Polákem Michałem „Masakra“ Kitou. Ke konci roku 2017 se Viktor upsal ruské organizaci Fight Nights Global.

### Fight Nights Global
Na turnaji Fight Nights Global 79 se utkal s Alexeiem Kudinem, kterého 8 vteřin před koncem prvního kola utáhl technikou rear naked choke.
Poté na turnaji Fight Nights Global 84 porazil na body Alexandera Gladkova. Viktor měl celou dobu převahu, ale v zápase se téměř nic nestalo.
Následně začaly finanční problémy ruské organizace a Pešta byl nejprve uvolněn na zápas s Jemeljaněnkem (do jiné ruské organizace RCC) a poté na začátku roku 2019 byla smlouva s Fight Nights Global pro tyto problémy ukončena.

### RCC: Russian Cagefighting Championship
Na tomto galavečeru se utkal s velkým jménem. Jeho soupeřem byl Alexander Jemeljaněnko. Bratr slavného Fjodora Jemeljaněnka. Zápas se pro Peštu vyvíjel dobře, první kolo jednoznačně vyhrál. Ve druhém začal taky docela dobře, ale po polovině tohoto kola mu začala docházet energie. Když se pomalu blížil konec druhého kola, Jemeljaněnko Viktora ukončil technickým KO po sérii úderů.

### Night of Warriors
6. dubna 2019, necelých devět měsíců od zápasu s Jemeljaněnkem, se Pešta utkal s Chorvatem Ivanem Vitasovićem pod organizací Night of Warriors v Liberci. Pešta zvítězil ve třetím kole technikou rear naked choke a získal světový titul organizace WASO v těžké váze.

### Oktagon MMA
19. dubna 2019 bylo na tiskové konferenci oznámeno, že Pešta podepsal smlouvu s organizací Oktagon MMA. Taktéž byl oznámen jeho přesun do polotěžké váhy. První zápas v organizaci se odehrál 27. července, v domluvené váze do 96 kg. Soupeřem se mu stal Američan Mike Kyle, kterého porazil v čase 1:59 na techniku rear-naked choke. Následně se Pešta vrátil do těžké váhy, protože byl oznámen jeho zápas, proti Michalovi Martínkovi, který byl šampion těžké váhy v organizaci. Zápas se odehrál 9. listopadu 2019 a skončil vítězstvím Martínka na TKO, kdy Peštovi nešťastně praskla čelist. Následovala rekonvalescence a už zmiňovaná premiéra v polotěžké vaze. Ta se uskutečnila 30. prosince 2020 proti Ildemaru Alcântarovi z Brazílie. Toho porazil v prvním kole na TKO. 29. května 2021 bojoval s Italem Riccardem Nosigliou a porazil ho ve druhém kole. Po tomto vítězství byl oznámen Peštův zápas o titul organizace Oktagon v polotěžké váze a to proti známému německému zápasníkovi Stephanu Puetzovi. Zápas se uskutečnil 25. září 2021. Pešta vyhrál po třetím kole, na zastavení zápasu doktorem, který měl u Puetze podezření na tříštivou zlomeninu nosu (nos byl otevřený až na kost). Tímto vítězstvím se stal Pešta historicky prvním šampionem Oktagon MMA v polotěžké váze. Po tomto zápase Peštovi vypršela smlouva a s organizací se rozloučil.

### PFL
Po vypršení smlouvy s Oktagon MMA podepsal novou s Americkou organizací PFL, kde byl zařazen do sezony 2022 polotěžkých vah. PFL je známá pro svůj v MMA netradiční systém sezón (základní část a play off). Vítěz sezóny v každé váze získává milion dolarů. Po dvou tvrdých porážkách s Rusem Omari Akhmedovem a Australanem Robem Wilkinsonem na knockout v rychlém časovém sledu z PFL sezony 2022 vypadává a rozhoduje si dát delší pauzu.

### KSW
V lednu roku 2023 Pešta oznámil podpis smlouvy s polskou organizací KSW a návrat do těžké váhy. Původně měl v organizaci debutovat 25. 2. 2023 na turnaji v Liberci, ale ze zápasu s Polákem Danielem Omielańczukem byl nucen odstoupit kvůli pozitivnímu testu na Covid-19. Na svůj první zápas v organizaci si tedy musel počkat až do 16. 9. 2023. V polské Vratislavi se utkal s pětkou KSW žebříčku těžkých vah Filipem Stawowym. Zápas skončil v prvním kole vítězstvím Pešty na techniku rear-naked choke.

## MMA výsledky

### Profesionální kariéra
| Výsledek | Bilance | Soupeř                 | Metoda                      | Událost                                  | Datum             | Kolo | Čas  | Místo                                        | Poznámka                                                   |
| -------- | ------- | ---------------------- | --------------------------- | ---------------------------------------- | ----------------- | ---- | ---- | -------------------------------------------- | ---------------------------------------------------------- |
| Prohra   | 19–9    | Szymon Bajor           | Na body (split)             | XTB KSW 89: Bartosiński vs. Parnasse     | 16. prosince 2023 | 3    | 5:00 | Gliwice, Polsko                              |                                                            |
| Výhra    | 19–8    | Filip Stawowy          | Donucení (rear-naked choke) | KSW 86: Wikłacz vs. Przybysz 4           | 16. září 2023     | 1    | 2:12 | Vratislav, Polsko                            | Návrat do těžké váhy. Bonus za submisi večera.             |
| Prohra   | 18–8    | Rob Wilkinson          | TKO (údery)                 | PFL 4: 2022 Regular Season               | 17. června 2022   | 1    | 3:03 | Atlanta,Georgie, Spojené státy americké      |                                                            |
| Prohra   | 18–7    | Omari Akhmedov         | KO (údery)                  | PFL 1: 2022 Regular Season               | 20. dubna 2022    | 1    | 1:25 | Arlington,Texas, Spojené státy americké      |                                                            |
| Výhra    | 18–6    | Stephan Puetz          | TKO (zastaveno doktorem)    | Oktagon 28: Pešta vs. Pütz               | 25. září 2021     | 3    | 5:00 | Praha, Česko                                 | Stal se šampionem organizace OKTAGON MMA v polotěžké váze. |
| Výhra    | 17–6    | Riccardo Nosiglia      | TKO (údery)                 | Oktagon 24: Kozma vs. Silva              | 29. květen 2021   | 2    | 0:50 | Brno, Česko                                  |                                                            |
| Výhra    | 16–6    | Ildemar Alcântara      | TKO (údery)                 | Oktagon 20: Vémola vs. Lohoré            | 30. prosinec 2020 | 1    | 4:06 | Brno, Česko                                  | Debut v polotěžké váze.                                    |
| Prohra   | 15–6    | Michal Martínek        | TKO (zranění čelisti)       | Oktagon 15: Végh vs. Vémola              | 9. listopad 2019  | 1    | 2:49 | Praha, Česko                                 | O titul OKTAGON MMA v těžké váze.                          |
| Výhra    | 15–5    | Mike Kyle              | Donucení (rear-naked choke) | Oktagon 13: Vémola vs. da Silva          | 27. červenec 2019 | 1    | 1:59 | Praha, Česko                                 | Zápas se odehrál ve váze do 96 kg.                         |
| Výhra    | 14–5    | Ivan Vitasović         | Donucení (rear-naked choke) | Night of Warriors 15                     | 6. duben 2019     | 3    | 3:16 | Liberec, Česko                               | Získal světový titul asociace WASO v těžké váze.           |
| Prohra   | 13–5    | Alexander Jemeljaněnko | TKO (údery)                 | RCC: Russian Cagefighting Championship 3 | 9. červenec 2018  | 2    | 3:52 | Jekatěrinburg, Rusko                         |                                                            |
| Výhra    | 13–4    | Alexander Gladkov      | Na body (jednomyslně)       | Fight Nights Global 84                   | 2. březen 2018    | 3    | 5:00 | Bratislava, Slovensko                        |                                                            |
| Výhra    | 12–4    | Alexei Kudin           | Donucení (rear-naked choke) | Fight Nights Global 79                   | 19. listopad 2017 | 1    | 4:52 | Penza, Rusko                                 |                                                            |
| Výhra    | 11–4    | Michał Kita            | TKO (údery)                 | XFN 3                                    | 25. červen 2017   | 2    | 4:39 | Praha, Česko                                 |                                                            |
| Prohra   | 10–4    | Oleksiy Oliynyk        | Donucení (Ezekiel choke)    | UFC Fight Night - Rodriguez vs. Penn     | 15. leden 2017    | 1    | 2:57 | Phoenix, Arizona, Spojené státy americké     |                                                            |
| Prohra   | 10–3    | Marcin Tybura          | KO (kop do hlavy)           | UFC Fight Night - Rodriguez vs. Caceres  | 6. srpen 2016     | 2    | 0:53 | Salt Lake City, Utah, Spojené státy americké |                                                            |
| Prohra   | 10–2    | Derrick Lewis          | TKO (údery)                 | UFC 192                                  | 3. říjen 2015     | 3    | 1:15 | Houston, Texas, Spojené státy americké       |                                                            |
| Výhra    | 10–1    | Konstantin Erokhin     | Na body (jednomyslně)       | UFC on Fox - Gustafsson vs. Johnson      | 24. leden 2015    | 3    | 5:00 | Stockholm, Švédsko                           |                                                            |
| Prohra   | 9–1     | Ruslan Magomedov       | Na body (jednomyslně)       | UFC Fight Night - Munoz vs. Mousasi      | 31. květen 2014   | 3    | 5:00 | Berlín, Německo                              |                                                            |
| Výhra    | 9–0     | Lukáš Ťupa             | TKO (lokty)                 | GCF 26 - Fight Night                     | 7. prosinec 2013  | 1    | 2:18 | Praha, Česko                                 | Stal se šampionem GCF v těžké váze.                        |
| Výhra    | 8–0     | Yosef Ali Mohammad     | Na body                     | Heroes Fighting Championship             | 23. březen 2013   | 3    | 5:00 | Halmstad, Švédsko                            | Výsledek dodatečně změněn SMMAF.                           |
| Výhra    | 7–0     | Saša Lazić             | TKO (údery)                 | Heroes Gate 9                            | 28. prosinec 2012 | 1    | 1:53 | Praha, Česko                                 |                                                            |
| Výhra    | 6–0     | Christian Colombo      | Donucení (rear-naked choke) | EMMA 1 - Casino Fight Night 2            | 15. září 2012     | 2    | 1:07 | Kodaň, Dánsko                                |                                                            |
| Výhra    | 5–0     | Zoran Krpan            | TKO (lokty)                 | GCF 12 - Cage Fight Brno                 | 11. květen 2012   | 1    | 2:16 | Brno, Česko                                  |                                                            |
| Výhra    | 4–0     | Lukáš Olejník          | Donucení (rear-naked choke) | GCF 8 - Back in the Fight                | 10. únor 2012     | 1    | 1:01 | Příbram, Česko                               |                                                            |
| Výhra    | 3–0     | Alexander Uhlíř        | TKO (údery)                 | Noc Válečníků 3                          | 15. prosinec 2011 | 1    | 3:59 | Kladno, Česko                                |                                                            |
| Výhra    | 2–0     | Štefan Krajčí          | Na body (jednomyslně)       | GCF 2 - All or Nothing                   | 20. únor 2011     | 3    | 5:00 | Mladá Boleslav, Česko                        |                                                            |
| Výhra    | 1–0     | Vít Mrákota            | Donucení (armbar)           | GCF 1 - Judgement Day                    | 5. prosinec 2010  | 1    | 1:49 | Praha, Česko                                 |                                                            |